# پولتیک
پولتیک، یک برنامهٔ گفتگوی تلویزیونی طنز فارسی با مضامین اجتماعی است که «کامبیز حسینی» آن را در ۷۵ قسمت تولید و میزبانی می‌کرده و مدت زمان نمایش هر بخش از آن، تقریباً ۳۰ دقیقه بوده است.

## ساختار کلی
این برنامهٔ تلویزیونی طنز، با شعار «برنامه‌ای از پشت گود برای نسل حسن»، اشاره‌ای «کنایه‌آمیز» و «طنزآمیز» به رئیس‌جمهور منتخب ایران، «حسن روحانی» و «آرزوهای دست‌نیافتنی نسل جوان هوادار او» می‌داشته است.

## روند هفتگی
هر هفته، در دقایقی از هر قسمت این برنامهٔ تلویزیونی، میزبان آن (کامبیز حسینی) به گفتگو با یک شخصیت مشهور رسانه‌ای می‌پرداخته است.

## پیشینهٔ پخش
این برنامه از اوسط قسمت‌های آن، یعنی در بیستم دی ماه ۱۳۹۲، برای نخستین بار بر روی تلویزیون رادیو فردا روی آنتن رفت؛ تا پیش از آن، برنامه به صورت آنلاین در یوتیوب پخش می‌شد.
برنامهٔ پولتیک، جمعه شب‌ها، از ساعت ۱۰ و به مدت نیم ساعت، در شبکهٔ تلویزیونی رادیو فردا بر روی ماهوارهٔ هاتبرد پخش می‌شده است.